# Borgia

Wappen der Borgia oder Borja

Die Borgia (italienisch) oder Borja (spanisch und katalanisch) sind eine aus Aragonien stammende Adelsfamilie, aus der zwei Päpste hervorgingen und deren Name zum Inbegriff des Nepotismus im päpstlichen Adel wurde.

## Herkunft
Die Borgia stammten ursprünglich aus Borja bei Saragossa und ließen sich im Königreich Valencia nieder, das seit der Eroberung durch Jakob I. im 13. Jahrhundert zur Krone von Aragonien gehörte, vor allem in Xàtiva und später in Gandia.
Die Familie kam zu Beginn des 15. Jahrhunderts in Italien zu Macht und Reichtum, die ihren Höhepunkt in den beiden Päpsten aus der Familie fand, Kalixt III. (1455–1458) und Alexander VI. (1492–1503). Der von Machiavelli beschriebene Cesare Borgia und Lucrezia Borgia, außereheliche Kinder des letzteren Papstes, sind zwei weitere bekannte Mitglieder der Familie. Mit dem Tod Alexanders VI. 1503 brach die Macht der Borgia im Kirchenstaat zusammen. Giambattista Pamfili, ein Nachkomme von Alexanders Tochter Isabella, wurde 1644 als Innozenz X. Papst.

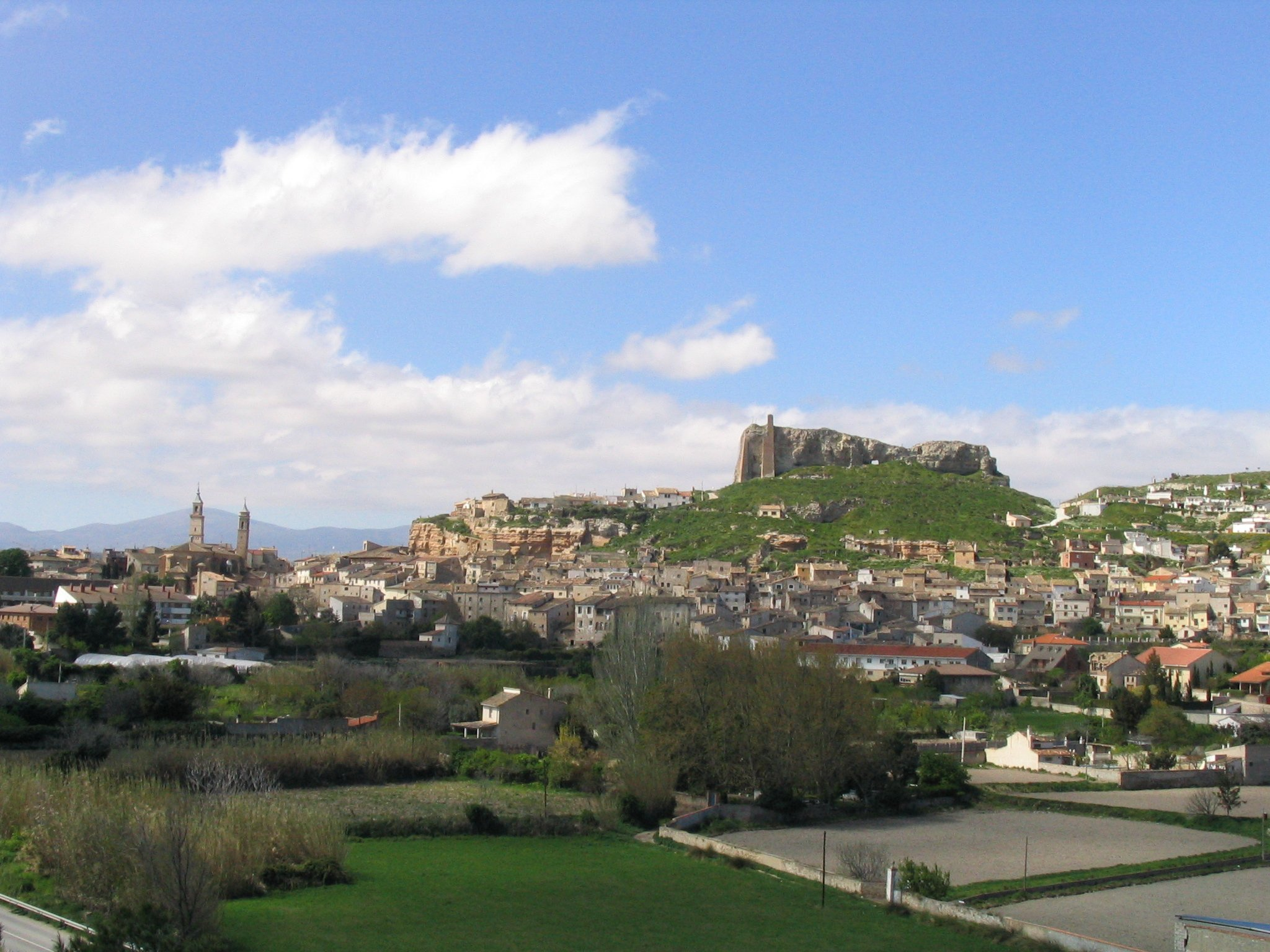
Borja bei Saragossa mit der Ruine des Castillo de la Zuda

Die Linie der Herzöge von Gandía, Nachfahren von Papst Alexanders Sohn Juan Borgia, starb erst 1748 aus. Zu ihr gehörte Francisco de Borja, der dritte General der Jesuiten. Der Herzogstitel von Gandía ging über weibliche Erbfolgen auf andere Familien über, gegenwärtig gehalten von der Herzogsfamilie Téllez-Girón. Eine nach Ecuador und Chile ausgewanderte Familie Borja führt sich allerdings in direkter männlicher Linie auf Lucas Vicente Joaquín de Borja y Lasteros, Sohn des Francisco José de Borja y Paz Duque de Estrada, einen Nachfahren des Juan Borgia, 2. Herzog von Gandía, zurück. Zu diesen gehört Rodrigo Borja (* 1935), von 1988 bis 1992 Präsident der Republik Ecuador. Die Fürsten von Squillace, 1740 erloschen, waren ebenfalls Nachfahren der Borgia. Eine Reihe von Familien, die heute diesen Namen tragen, wie die Borgia de Milà und die Borgia-Lançol, stammen von Töchtern der Familie ab.

## Familienbeziehungen
1. Rodrigo de Borja (etwa 1349–d.), Sohn von Gonzalo Gil de Borja (1310–d.), Enkel von Gil de Borja, ⚭ 1. Sabina Anglesola und 2. Francesca de Fenollet[1]
  1. Juan Domingo de Borja († 1428) ⚭ Francina Llançol

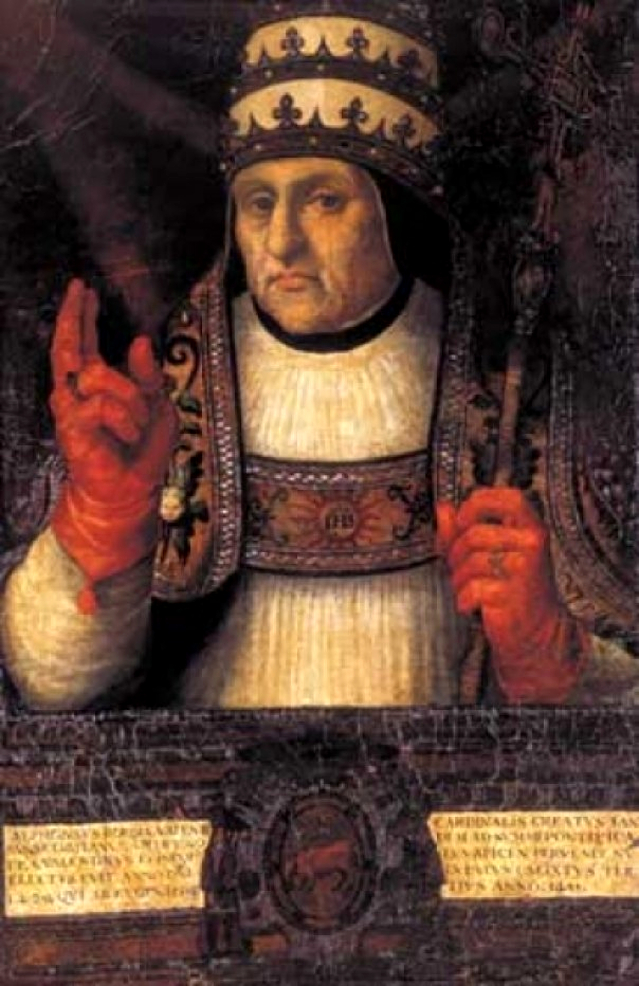
Alonso de Borja (1378–1458), Papst Kalixt III.

    1. Alonso de Borja (1378–1458), Papst Kalixt III.Alonso de Borja (1378–1458), Papst Kalixt III.
      1. Francisco de Borja (1441–1511), Kardinal von Cosenza

    2. Catalina de Borja († 1468) ⚭ Juan de Milà – Nachkommen Borgia de Milà
      1. Pedro de Milà, Baron von Masalaves ⚭ Cubella Dolce
        1. Juan de Mila, Baron von Masalaves ⚭ Isabella-Lucrezia de Borgia Llançol de Romaní
        2. Adriana de Milà ⚭ Ludovico Orsini
          1. Orsino Orsini ⚭ Giulia Farnese

        3. Jaime de Milà, Comte d’Albaida ⚭ Leonor de Aragón
          1. Maria de Milà ⚭ Jofré Borgia, Fürst von Squillace

        4. Luis de Milà
        5. Caterina de Milà ⚭ Gasparo, Graf von Procida und Aversa

      2. Luis Juan de Milà (1430–1510), Bischof von Lerida und Segorbe, Kardinal seit 1456

    3. Juana († 1464) ⚭ Mateo Marti
    4. Francisca de Borja, seliggesprochen
    5. Isabella de Borja († 1468) ⚭ Jofré de Borja / Jofré de Borja y Escrivà († 1437), ihr Vetter

  2. Rodrigo Gil de Borja i de Fennolet ⚭ Sibília Escrivá y de Pròixita[1]
    1. Joan-Gil de Borja y Escrivà († 1411), Baron von Atzueva ⚭ Francina de Tous[1]
    2. Rodrigo de Borja y Escrivà († 1478)[1]
    3. Galceran de Borja y Escrivà ⚭ Isabel de Montcada[1]
    4. Jofré de Borja y Escrivà († 1437) ⚭ Isabella de Borja y Llançol († 1468)[1]
      1. Pedro Luis de Borja y Borja (1432–1458), Herzog von Spoleto[1]
      2. Beatrice de Borja y Borja ⚭ Eiximén Pérez d’Arenós († 1503)[1]
      3. Tecla de Borja y Borja († 1459) ⚭ Vidal de Vilanova[1]
      4. Juana de Borja y Borja ⚭ Pere-Guillem Llançol de Romaní, Baron von Villalonga[1][2]
        1. Juan de Borja Lanzol de Romaní, auch Juan de Borgia der Ältere (1446–1503), Kardinal, Erzbischof von Monreale[3]
        2. Pier Luigi de Borgia († 1511)
        3. Gioffré Lanzol de Romaní ⚭ Juana de Moncada
          1. Juan de Borja Llançol de Romaní, auch Juan de Borgia der Jüngere (1470–1500), Kardinal, Erzbischof von Capua
          2. Pedro Luis de Borja Llançol de Romaní (1472–1511), Malteserritter[4]
          3. Angela ⚭ Alessandro Pio, Herr von Sassuolo
          4. Rodrigo Lanzol de Borgia ⚭ Maria de Luna
          5. Geronima ⚭ 1. Fabio Orsini, 2. Tiberio Carafa

        4. Calcerano, Ritter des Orden vom Hospital des Heiligen Johannes zu Jerusalem
        5. Isabel ⚭ Juan de Mila
          1. Luis de Mila von Massalves

        6. Juana ⚭ X. Lloris (Loriz)
          1. Francisco Lloris y de Borja (1470–1506), Kardinal, Erzbischof von Treni

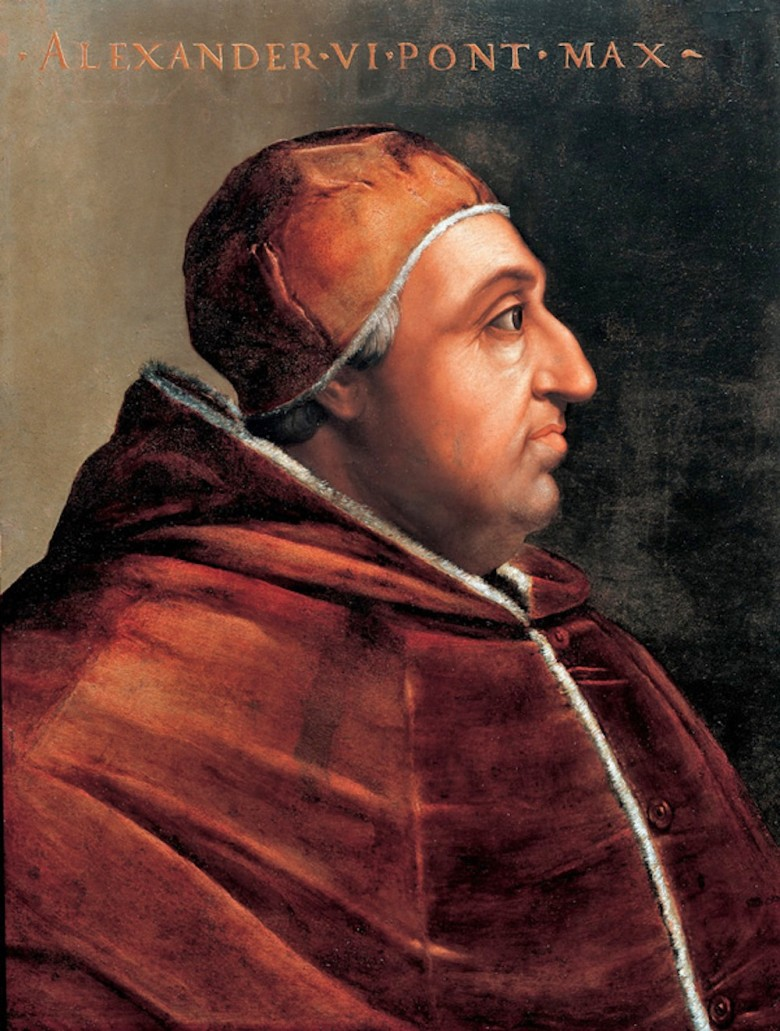
Rodrigo de Borja y Borja (1431–1503), Papst Alexander VI.

      5. Rodrigo de Borja y Borja (1431–1503), Papst Alexander VI.Rodrigo de Borja y Borja/Borgia (1431–1503), Papst Alexander VI., außerehelich verbunden unter anderem mit Vanozza de’ Cattanei (1442–1518)
        1. Pedro Luis Borgia (1460/1463–1488), Herzog von Gandía
        2. Girolama Borgia (1469–1483) ⚭ Gian Andrea Cesarini
        3. Isabella de Borgia (1470–1541) ⚭ Pier Giovanni Matuzzi – Nachkommen Borgia-Matuzzi

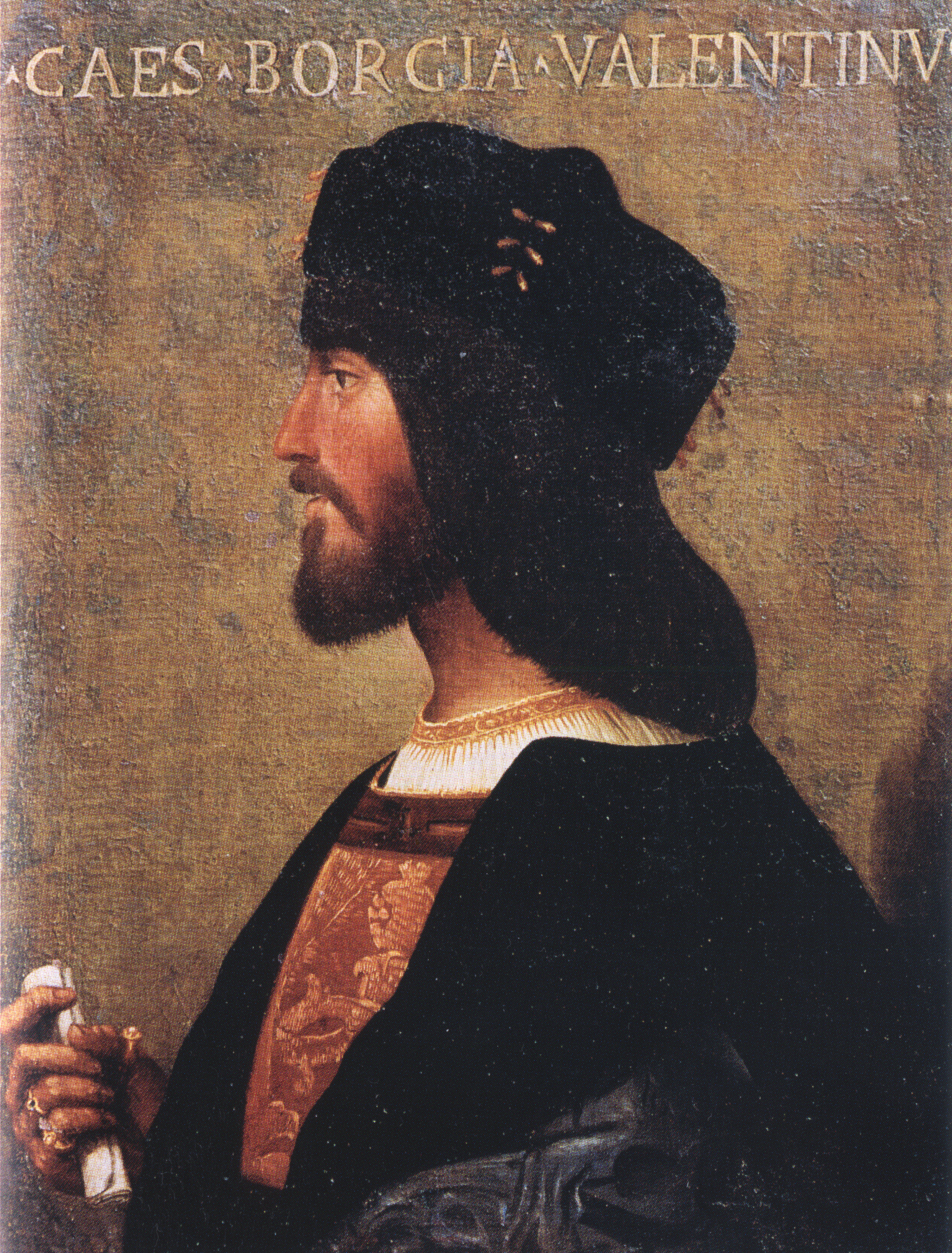
Cesare Borgia (1475–1507)

        4. Cesare Borgia (1475–1507)Cesare Borgia (1475–1507) (Mutter: Vanozza de’ Cattanei) Erzbischof von Valencia und Kardinal 1493, Herzog von Valentinois und Romagna ⚭ 1499 Charlotte d’Albret von Navarra (1482–1514) (Haus Albret)
          1. Luisa Borgia (1500–1553) ⚭ 2. Philippe de Bourbon
          2. 2 uneheliche Kinder: Girolamo (geboren um 1500) und Camilla (um 1501–1573)

        5. Juan Borgia (1476/1478–1497) (Mutter: Vanozza de’ Cattanei), als Juan Borgia I. Herzog von Gandía ⚭ Maria Enríquez i de Luna († 1520), Herzogin von Gandia
          1. Juan Borgia II. (Juan de Borja y Enríquez) (1494–1543), Herzog von Gandía ⚭ 1. Juana de Aragón ⚭ 2. Francisca de Castro y Pinós
            1. Francisco de Borja (1510–1572), Herzog von Gandía bis 1551, 3. General der Jesuiten 1565 ⚭ Leonor de Castro y Melo – Nachkommen Borgia-Aragon, ausgestorben 1748

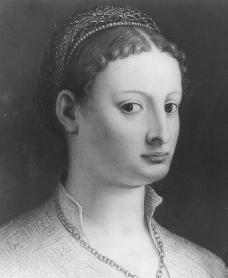
Lucrezia Borgia (1480–1519)

        6. Lucrezia Borgia (1480–1519)Lucrezia Borgia (1480–1519) (Mutter: Vanozza de’ Cattanei) ⚭ 1) Don Gasparo de Procida, ⚭ 2) 1493 Giovanni Sforza, Herr von Pesaro, ⚭ 3) 1498 Alfonso von Aragón († 1500), ⚭ 4) 1502 Alfonso I. d’Este (1476–1534) Herzog von Ferrara
        7. Jofré Borgia (1481–1517) (Mutter: Vanozza de’ Cattanei) Fürst von Squillace ⚭ 1. Sancia von Neapel, uneheliche Tochter des neapolitanischen Königs Alfonso II. ⚭ 2. Maria de Mila – Nachkommen Borgia-Squillace
        8. Laura Orsini (* 1492), Mutter: Giulia Orsini geborene Farnese, Schwester des späteren Papstes Paul III. (Alessandro Farnese) ⚭ Niccolò della Rovere
        9. Giovanni Borgia, genannt Infans Romanus (1498–1548), Herzog von Nepi und Camerino
        10. Rodrigo Borgia (1503–1527) Benediktinermönch

## Persönlichkeiten
- Alonso de Borja (1378–1458), Papst Calixt III.
- Rodrigo Borgia (1431–1503), Papst Alexander VI.
- Cesare Borgia (1475/76–1507), italienischer Herrscher
- Juan Borgia, 2. Herzog von Gandía (um 1477–1497), spanisch-italienischer Fürst und Papstsohn
- Lucrezia Borgia (1480–1519), italienische Fürstin
- Jofré Borgia (1481/82–1516/17), Sohn von Papst Alexander VI.
- Der hl. Francisco de Borja (1510–1572), dritter General des Jesuitenordens.
- Stefano Borgia (1731–1804), italienischer Kardinalpriester
- Alessandro Borgia (1783–1872), Ordensoberhaupt (Großmeister-Statthalter) des Souveränen Malteserordens
- Rodrigo Borja (* 1935), ehemaliger Präsident der Republik Ecuador.

## Verfilmung
Die Geschichte der Borgias wurde 1980 von der BBC als 10-teilige Fernsehserie mit Adolfo Celi in der Hauptrolle verfilmt. Der spanisch-italienische Kinofilm Die Borgias wurde 2006 veröffentlicht. Im gleichen Jahr entstand das Historiendrama Das Konklave (Regie Christoph Schrewe), welches die Papstwahl 1458 aus der Sicht des noch jungen Kardinalvizekanzlers Rodrigo Borgia erzählt.
Im Jahre 2010 entstand eine weitere Verfilmung als US-amerikanischen Fernsehserie; Die Borgias (The Borgias) mit Jeremy Irons in der Hauptrolle. 2011 wurde die 38-teilige deutsch-französisch-österreichische Serie Borgia mit John Doman in der Hauptrolle produziert und ausgestrahlt.